# Gmina Herning (1970–2006)
Gmina Herning (duń. Herning Kommune) – w latach 1970–2006 (włącznie) jedna z gmin w Danii w ówczesnym okręgu Ringkjøbing Amt. 
Siedzibą władz gminy było miasto Herning. 
Gmina Herning została utworzona 1 kwietnia 1970 na mocy reformy podziału administracyjnego Danii. Po kolejnej reformie w 2007 r. weszła w skład nowej gminy Herning.

## Dane liczbowe
- Liczba ludności: (♀ 29 430 + ♂ 29 847) = 59 277
  - wiek 0-6: 8,9%
  - wiek 7-16: 12,8%
  - wiek 17-66: 66,4%
  - wiek 67+: 11,9%
- zagęszczenie ludności: 109,6 osób/km²
- bezrobocie: 4,3% osób w wieku 17-66 lat
- cudzoziemcy z UE, Skandynawii i USA: 97 na 10 000 osób
- cudzoziemcy z krajów Trzeciego Świata: 309 na 10 000 osób
- liczba szkół podstawowych: 22 (liczba klas: 333)